# Гамма-аманітин
Га́мма-аманіти́н або γ-аманіти́н  це циклічний пептид, що складається з восьми амінокислот. Сполука належить до групи токсинів відомих під назвою аматоксини, з якими має спільну базову хімічну структуру, і міститься в кількох видах грибів роду Amanita. До таких грибів належать зокрема Мухомор зелений або бліда поганка (Amanita phalloides), Мухомор білий смердючий,  Amanita bisporigera та деякі інші. 

Як і усі аматоксини, γ-аманітин є смертельною отрутою для людей. З огляду на подібність хімічної структури γ-аманітину до інших аманітинів та аматоксинів слід очікувати, що механізм дії цієї сполуки в чистому виді та, відповідно, симптоми впливу на організм людини є дуже подібними або ідентичними до дії альфа-аманітину.